# Денисово-Алексєєвка
Дени́сово-Алексє́євка (рос. Денисово-Алексеевка) — село в Куйбишевському районі Ростовської області Росії. Входить до складу Кринично-Лузького сільського поселення.

## Географія
Географічні координати: 47°47' пн. ш. 39°19' сх. д. Часовий пояс — UTC+4.
Денисово-Алексєєвка розташована на південному схилі Донецького кряжу. Відстань до районного центру — села Куйбишева становить 32 км. Через село протікає річка Лівий Тузлов.

### Урбаноніми
- вулиці — Весела, Зарічна, Першотравнева, Робоча, Широка[2].

## Населення
У 1926 році в Денисово-Алексєєвці проживало 645 осіб, серед яких українців — 637.
За даними перепису населення 2010 року на території села проживало 59 осіб. Частка чоловіків у населенні складала 49,2% або 29 осіб, жінок — 50,8% або 30 осіб.